# Олджернон Сідней
Олджернон Сідней (англ. Algernon Sydney; 1623, м. Пен-шарст, графство Кент — 7 грудня 1683, Лондон) — англійський граф, політик і політичний теоретик, противник короля Карла II Стюарта. Під час громадянської війни (1642—46, 1648) перебував у армії О. Кромвеля.

Входив до складу Довгого парламенту. У 1649 році голосував проти страти Карла І. Протестував проти абсолютистської політики Олівера Кромвеля, 1653 року відійшов од політичної діяльності.

Повернувся з еміграції в 1677 році. Обраний депутатом Палати громад і відразу ж узяв участь у діяльності проти політики короля Карла II. 

1681 року разом із лордом Расселем та герцогом Монмутом був звинувачений у замаху на життя короля, ув'язнений у лондонському Тауері й страчений за вироком суду.